# أحمد سناقرة
أحمد محمد إبراهيم سناقرة (12 مارس 1987 - 18 يناير 2008) يُلقب أحمد السنقور، فلسطيني عسكري وناشط في حركة فتح و أحد أبرز القادة العسكريين لكتائب شهداء الأقصى الذراع العسكري لحركة التحرير الوطني الفلسطيني " فتح، ولد في مخيم بلاطة بنابلس شمال الضفة الغربية. استشهد في اشتباك مع قوة إسرائيلية حضرت لاغتياله.

## نشأته وتعليمه
ولد أحمد محمد إبراهيم سناقرة 12 مارس 1987م في مخيم بلاطة لللاجئين لعائلة من بلدة المويلح في قضاء يافا، ودرس المرحلتين الأساسية الابتدائية والإعدادية في مدارس الوكالة الأونروا في المخيم، والصف العاشر في ثانوية في مدينة نابلس.

## نشاطه السياسي
بدأ سناقرة نشاطه السياسي في سن مبكرة، فشارك وهو تلميذ في السابعة في التظاهرات التي شهدها المخيم، وانضم إلى كتائب شهداء الأقصى التابعة لحركة فتح وساهم في عمليات الرصد ونقل العبوات الناسفة، ولاحقا في في عمليات إطلاق نار على جيش الإحتلال. وقد انفجرت ذات مرة عبوة ناسفة في يده مما أدى إلى بتر جزء من كفه. كما أصيب في حادثة أخرى برصاصة في البطن ووصفت حالته حينها بالخطيرة، وفي أعقاب تدهور وضعه الصحي نقل إلى احدة مستشفبات نابلس، وقامت قوات الإحتلال بمحاصرة المستشفى لدى علمها بوجوده فيه، إلا أن شقيقه علاء سناقرة وعدداً من رفاقه تمكنوا من تهريبه من المستشفى. استشهد أخوه الأصغر، إبراهيم سناقرة، في 3 فبراير 2006 برصاص الجيش الاسرائيلي عند أحد مداخل المخيم على مقربة من شارع القدس.
كان سناقرة من بين المطلوبين داخل مبنى مقاطعة نابلس وسجنها المركزي الذين تذرعت قوات الاحتلال الإسرائيلي بوجودهم فيه لمحاصرة وتدمير المبنى في أبريل 2006. قضى أحمد سناقرة ثلاثة أيام تحت ركام مبنى المقاطعة، إلا أنه خرج حيا بعد انسحاب جيش الاحتلال، في حين استشهد ثلاثة من المتواجدين داخل المبنى وأصيب العشرات.

## استشهاده
في 18 يناير 2008 اجتاحت مخيم بلاطة عشرات الآليات العسكرية الإسرائيلية وسط إطلاق نار كثيف وفرضت حظر تجول، وحوصر المبنى الذي كان فيه في حي القرعان وأطلقت عليه النار بكثافة. استشهد في الاشتباك سناقرة وأسر رفاقه محمد حويصة ويوسف حنون، ومحمود أشتيوي.